# Ononi járás
A Ononi járás (oroszul Ононский район) járás Oroszország Bajkálontúli határterületén. Székhelye Nyizsnyij Caszucsej.
A járást 1941-ben hozták létre. 

## Népessége
- 2002-ben 13 614 lakosa volt.
- 2010-ben 11 99 lakosa volt.